# Суперкубок Естонії з футболу серед жінок
Суперкубок Естонії з футболу серед жінок (ест. Eesti Naiste Superkarikas) — щорічний футбольний матч між переможцем чемпіонату Естонії та володарем кубку Естонії, що проводиться Естонською футбольною асоціацією. Якщо команда виграла національний чемпіонат та кубок, то її суперником стає фіналіст кубку Естонії.
Чинним володарем трофеє є «Флора Таллінн».

## Матчі
| Рік  | Переможець    | Рахунок       | Фіналіст          | Стадіон                             |
| ---- | ------------- | ------------- | ----------------- | ----------------------------------- |
| 2009 | Флора Таллінн | 3–0           | Левадія (Таллінн) |                                     |
| 2010 | Флора Таллінн | 4–1           | Левадія (Таллінн) | штучний газон «Калеві Кескстаадіон» |
| 2011 | Пярну         | 2–1           | Флора Таллінн     | Лутоспарк                           |
| 2012 | Пярну         | 5–0           | «Нимме Калью»     | Спортленд арена                     |
| 2013 | Пярну         | 5–0           | Левадія (Таллінн) | Спортленд арена                     |
| 2014 | Пярну         | 1–1 (3–0 пен) | Флора Таллінн     | Спортленд арена                     |
| 2015 | Пярну         | 5–1           | «Таммека Тарту»   | Спортленд арена                     |
| 2016 | Пярну         | 3–1           | Флора Таллінн     | Спортленд арена                     |
| 2017 | Пярну         | 9–0           | Левадія (Таллінн) | Спортленд арена                     |
| 2018 | Флора Таллінн | 2–2 (3–2 пен) | Пярну             | Спортленд арена                     |
| 2019 | Флора Таллінн | 2–1           | Пярну             | Спортленд арена                     |
| 2020 |               |               |                   | Спортленд арена                     |